# 3-Stunden-Rennen von Sebring 1963
Das 3-Stunden-Rennen von Sebring, auch 12 Hours of Sebring (3-Hour Grand Touring Race For Cars up to 1000 cc), Sebring,  war ein GT-Rennen das am 22. März 1963 am Sebring International Raceway ausgefahren wurde. Gleichzeitig war das Rennen der 2. Wertungslauf der Sportwagen-Weltmeisterschaft dieses Jahres.

## Das Rennen
Einen Tag vor dem 12-Stunden-Rennen von Sebring fand 1963 ein zur Sportwagen-Weltmeisterschaft 1963 zählendes GT-Rennen statt, das mit einem Doppelsieg der beiden Werks-Fiat-Abarth 1000 von Hans Herrmann und Mauro Bianchi endete.

## Ergebnisse

### Schlussklassement
| 1               | GT 1.0 | 18 | Abarth                 | Hans Herrmann               | Fiat-Abarth 1000     | 47 |
| 2               | GT 1.0 | 19 | Abarth                 | Mauro Bianchi               | Fiat-Abarth 1000     | 47 |
| 3               | GT 850 | 27 | John Skeene            | Billy Smith                 | DB HBR5              | 40 |
| 4               | GT 1.0 | 2  | C. C. Canada           | C. C. Canada Cecil Stockard | Austin-Healey Sprite | 39 |
| Nicht klassiert |        |    |                        |                             |                      |    |
| 5               | GT 1.0 | 4  | Small Bore Racing      | William Cleland             | Austin-Healey Sprite | 23 |
| Ausgefallen     |        |    |                        |                             |                      |    |
| 6               | GT 1.0 | 22 | Paul Layman            | Paul Layman                 | Fiat-Abarth 1000     | 23 |
| 7               | GT 1.0 | 1  | Donald Mitchell Healey | Pedro Rodríguez             | Austin-Healey Sprite | 4  |
| 8               | GT 1.0 | 5  | Ralph Noseda           | Ralph Noseda                | Austin-Healey Sprite | 2  |
| 9               | GT 1.0 | 3  | BMC                    | Graham Hill                 | MG Midget            | 1  |
| 10              | GT 1.0 | 24 | Bob Grossman           | Bob Grossman                | Fiat-Abarth 700      | 1  |
| Nicht gestartet |        |    |                        |                             |                      |    |
| 11              | GT 1.0 | 21 | Chuck Cassel           | Chuck Cassel Don Sesslar    | Fiat-Abarth 1000     | 1  |
| 12              | GT 1.0 | 23 | Abarth                 | Larry Kulok                 | Fiat-Abarth 1000     | 2  |

1 nicht gestartet
2 nicht gestartet

### Nur in der Meldeliste
Hier finden sich Teams, Fahrer und Fahrzeuge, die ursprünglich für das Rennen gemeldet waren, aber aus den unterschiedlichsten Gründen daran nicht teilnahmen.
| Pos. | Klasse | Nr. | Team   | Fahrer | Chassis          |
| ---- | ------ | --- | ------ | ------ | ---------------- |
| 13   | GT 1.0 | 20  | Abarth |        | Fiat-Abarth 1000 |

### Klassensieger
| Klasse | Fahrer        | Fahrzeug         | Platzierung im Gesamtklassement |
| ------ | ------------- | ---------------- | ------------------------------- |
| GT 1.0 | Hans Herrmann | Fiat-Abarth 1000 | Gesamtsieg                      |
| GT 850 | Billy Smith   | DB HBR5          | Rang 3                          |

### Renndaten
- Gemeldet: 13
- Gestartet: 10
- Gewertet: 4
- Rennklassen: 2
- Zuschauer: unbekannt
- Wetter am Renntag: heiter und kalt
- Streckenlänge: 8,369 km
- Fahrzeit des Siegerteams: 3:02:25,600 Stunden
- Gesamtrunden des Siegerteams: 47
- Gesamtdistanz des Siegerteams: 393,324 km
- Siegerschnitt: 129,423 km/h
- Pole Position: unbekannt
- Schnellste Rennrunde: Hans Herrmann – Fiat-Abarth 1000 (#18) – 3:43,600 = 134,736 km/h
- Rennserie: 2. Lauf zur Sportwagen-Weltmeisterschaft 1963